# Apologia del terrorisme

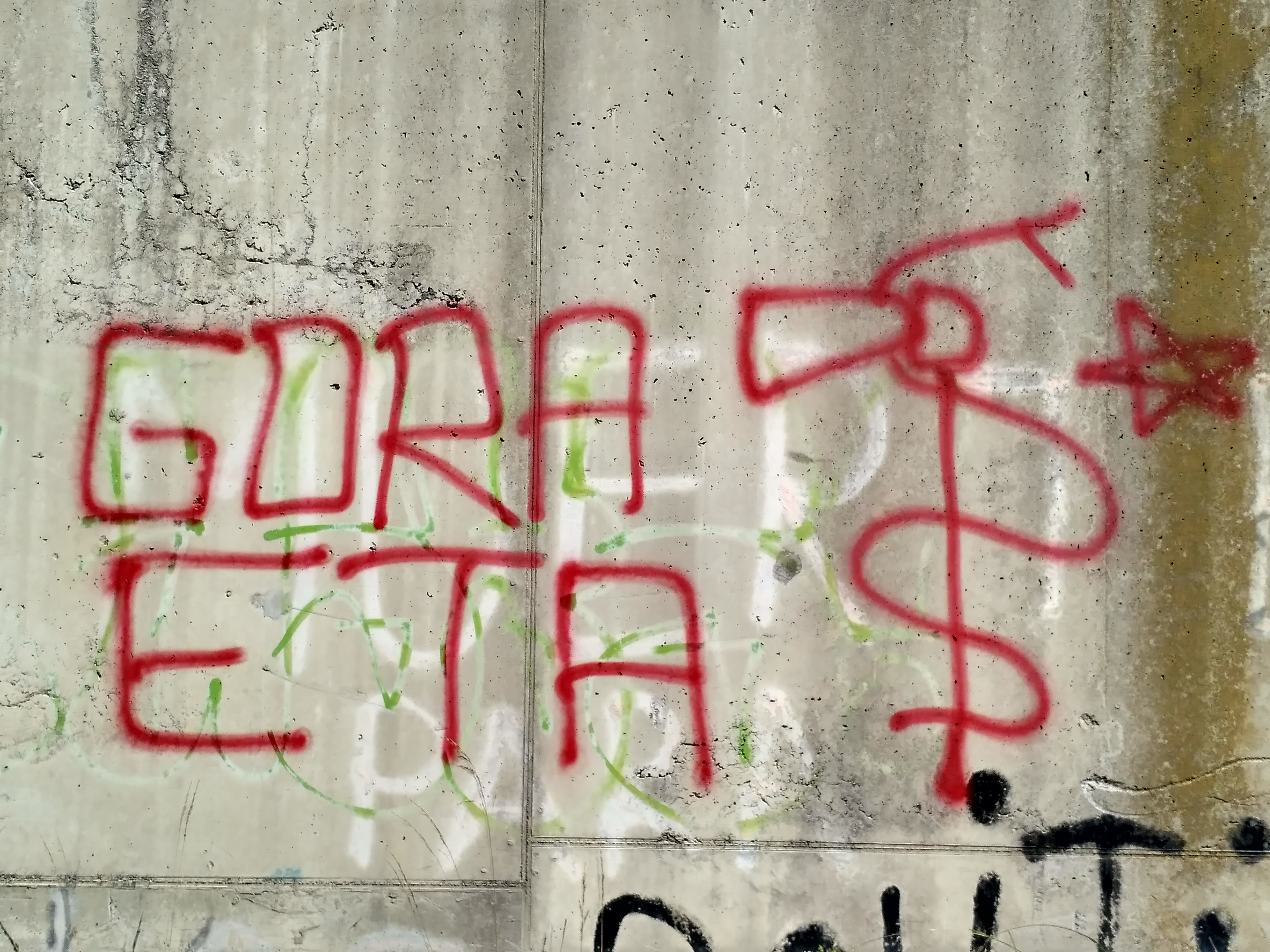
Grafit de suport a la banda terrorista ETA.

L'apologia del terrorisme, segons la legislació espanyola vigent, està tipificat com a delicte.

## Situació històrica a Espanya
El delicte d'apologia es recull legalment per primera vegada a Espanya l'any 1845 en el Reial Decret de 6 de juliol de 1845. En aquell moment se centrava en la repressió legal a la difusió escrita de missatges que elogiessin o defensessin les conductes de caràcter delictiu.
L'any 1870 la llei manté el càstig a la difusió impresa i la configura com una falta.
A partir del 10 de juny de 1894 ja apareix una llei que ja té un objectiu antiterrorista, en aquest cas contra les accions (propaganda pels fets) de l'anarquisme. L'apologia ja és considerada un delicte i aquest delicte també s'incorpora al codi penal espanyol l'any 1918.
A la Segona República Espanyola, l'any 1932, es tornà a classificar com a falta.
En el franquisme, la regulació d'apologia del terrorisme es recollí a la Llei de Seguretat de l'Estat, de 29 de març de 1941, i com a delicte d'apologia es considerava tota difusió pública, escrita o per altres mitjans, d'accions que posin en perill la "seguretat interna de l'Estat".
En el Codi Penal de 1973 es manté la situació legal anterior, però en aquell moment sorgeixen grups considerats terroristes i l'any 1980 s'introdueix la regulació moderna del delicte d'apologia i expressament es recull la pertinença a grups i bandes armades.
A partir del 23 de febrer de 1981 també es recull la rebel·lió militar com apologia.
Segons la Llei Orgànica 9/1984, de 26 de desembre, expressa el que es considera com delicte d'apologia i desenvolupa el que disposa l'article 55.2 de la Constitució Espanyola de 1978.
Així serà apologia:
a) L'alabança o aprovació de fets delictius compresos en la mateixa llei mitjançant la manifestació feta de forma pública.
b) El suport o enaltiment de la rebel·lió o de les activitats pròpies d'una organització terrorista o grup armat o rebel, o dels fets i efemèrides dels seus membres, mitjançant la publicació i difusió, en els mitjans de comunicació social d'articles d'opinió, reportatges informatius, composicions gràfiques, comunicats i, en general, qualsevol altra manera en què es materialitzi la difusió.
c) El suport o adhesió a la rebel·lió o a les organitzacions de caràcter terrorista o grups armats o rebels o a les seves activitats o a les dels seus membres, mitjançant discursos, soflames o ostentació de pancartes durant la celebració de concentracions en les vies urbanes o altres llocs oberts al públic.

### Situació actual
Aquesta llei citada va ser derogada per la Llei 3/1988, de 22 de maig i, finalment, el delicte d'apologia del terrorisme es recull en l'actual Codi Penal de 1995. Hi apareix també el càstig per la difusió de doctrines que neguin o justifiquin delictes de genocidi o pretenguin la rehabilitació de règims polítics o institucions que emparin aquestes pràctiques.
El delicte expressament d’apologia del terrorisme es recull en l'article 18.1, el defineix com "l'exposició davant una concurrència de persones d'idees o doctrines que enalteixin el crim o al seu autor". L'apologia només serà delictiva si constituix una provocació o incitació directa a cometre aquest tipus de delictes.